# 白井晟一研究会
白井晟一研究会（しらい せいいち けんきゅうかい）は、2002年に設立された白井晟一の芸術・デザインとヒューマニズムを正確な資料と調査に基づいて研究する会。

## 概要
本部：京都市上京区
主宰：石沢加津子（京都市出身・京都市在住・京都工芸繊維大学卒業）
設立：虚白庵（白井晟一自邸・白井晟一研究所）を訪問した後、承諾を得て創始。

## 関連URL
- 『白井晟一の芸術・デザイン』http://ss780769.stars.ne.jp
- (2025年3月31日正午にURL変更となりました）